# Sebastiano Gastaldi
Sebastiano Gastaldi (Piove di Sacco, 12 giugno 1991) è uno sciatore alpino argentino.

## Biografia

### Stagioni 2007-2014
Nato a Piove di Sacco, in Italia, da padre argentino e madre italiana, è fratello di  Nicol, anche lei sciatrice alpina; residente a San Carlos de Bariloche e attivo dall'agosto del 2006, in South American Cup ha esordito il 6 agosto di quello stesso anno a Chapelco in slalom gigante (53º), ha ottenuto il primo podio il 12 settembre 2009 a La Parva in slalom speciale (2º) e ha conquistato la prima vittoria l'8 settembre 2010 a Nevados de Chillán in supercombinata.
Ha esordito ai Campionati mondiali a Garmisch-Partenkirchen 2011, dove non ha completato né lo slalom gigante né lo slalom speciale, e in Coppa del Mondo il 19 dicembre 2011 in Alta Badia in slalom speciale, senza completare la prova; ai Mondiali di Schladming 2013 non ha completato lo slalom gigante e non si è qualificato per la finale dello slalom speciale. Ai XXII Giochi olimpici invernali di Soči 2014, sua prima presenza olimpica, non ha completato né lo slalom gigante né lo slalom speciale; è stato portabandiera della sua nazione durante la cerimonia di chiusura. 

### Stagioni 2015-2025
Ai Mondiali di Vail/Beaver Creek 2015 non ha completato né lo slalom gigante e non si è qualificato per la finale dello slalom speciale e ai Mondiali di Sankt Moritz 2017 si è classificato 38º nello slalom gigante e 9º nella gara a squadre. Ai XXIII Giochi olimpici invernali di Pyeongchang 2018, dopo esser stato portabandiera dell'Argentina durante la cerimonia di apertura non ha completato lo slalom gigante. Ai Mondiali di Åre 2019 si è classificato 64º nello slalom gigante, 9º nella gara a squadre e non ha completato lo slalom speciale; inattivo dall'inizio della stagione 2019-2020, è tornato alla gare nella stagione 2023-2024 e ai Mondiali di Saalbach-Hinterglemm 2025 si è piazzato 9º nella gara a squadre e non ha completato la prova di qualificazione dello slalom speciale.

## Palmarès

### South American Cup
- Miglior piazzamento in classifica generale: 2º nel 2011, nel 2012, nel 2013 e nel 2018
- Vincitore della classifica di slalom gigante nel 2013, nel 2015, nel 2016, nel 2017 e nel 2018
- Vincitore della classifica di slalom speciale nel 2015 e nel 2017
- Vincitore della classifica di combinata nel 2011
- 30 podi:
  - 13 vittorie
  - 12 secondi posti
  - 5 terzi posti

#### South American Cup - vittorie
| Data              | Località             | Paese     | Specialità |
| ----------------- | -------------------- | --------- | ---------- |
| 8 settembre 2010  | Nevados de Chillán   | Argentina | SC         |
| 10 settembre 2010 | Nevados de Chillán   | Argentina | SL         |
| 19 agosto 2011    | Cerro Catedral       | Argentina | SL         |
| 12 settembre 2012 | Cerro Catedral       | Argentina | GS         |
| 12 agosto 2014    | Cerro Catedral       | Argentina | SL         |
| 13 agosto 2014    | Cerro Catedral       | Argentina | GS         |
| 18 agosto 2014    | Antillanca           | Cile      | SL         |
| 12 agosto 2015    | Cerro Catedral       | Argentina | SL         |
| 13 agosto 2016    | Antillanca           | Cile      | SL         |
| 27 settembre 2016 | Ushuaia Cerro Castor | Argentina | SL         |
| 10 agosto 2017    | Cerro Catedral       | Argentina | SL         |
| 11 settembre 2017 | Chapelco             | Argentina | GS         |
| 12 settembre 2017 | Chapelco             | Argentina | GS         |

Legenda:

GS = slalom gigante

SL = slalom speciale

SC = supercombinata